# Puffinus puffinus

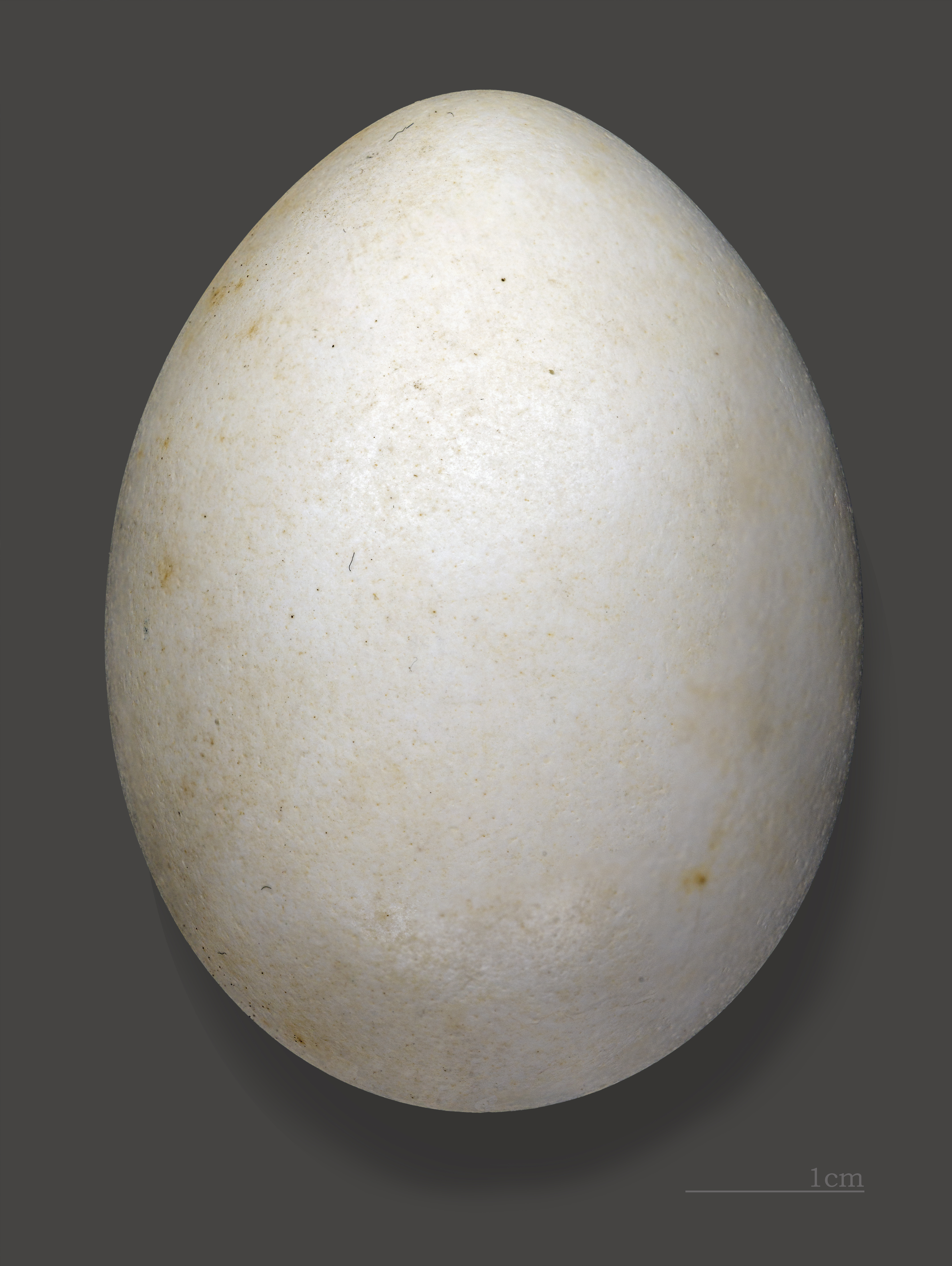
L'uovo.

La berta minore atlantica (Puffinus puffinus Brünnich, 1764) è un uccello marino appartenente alla famiglia Procellariidae.

## Descrizione
La berta minore atlantica è lunga dai trenta ai trentotto centimetri, pesa dai 370 grammi ad oltre il mezzo chilo e ha un'apertura alare che varia dai 76 ai 90 centimetri.
Questo agile uccello marino possiede un piumaggio bicolore: nero nella parte superiore del corpo e bianco in quella inferiore. Il becco è sottile, uncinato e nero.

## Biologia
Le berte si nutrono esclusivamente di pesci che cacciano durante le ore diurne in mare aperto. Di solito volano basse per individuare grandi banchi e quindi si tuffano inseguendo la preda anche per alcuni metri sott'acqua, oppure galleggiano in attesa che la preda passi nelle vicinanze. Nelle colonie rimane passiva fino al calare del sole per evitare gli attacchi di gabbiani e altri uccelli marini più grandi.

I nidi sono piccole buche del terreno, ma talvolta le uova vengono deposte sotto le rocce. I genitori covano a turno l'unico uovo, curano il piccolo per più di due mesi e una settimana prima che inizi a volare lo abbandonano per migrare a sud.

## Distribuzione e habitat
Comune in tutto l'Oceano Atlantico. È un uccello migratore: passa l'estate, fino ad autunno inoltrato, nel nord Europa o nel New England, tra Islanda, Isole Canarie e Nordafrica. D'inverno migra a sud, soprattutto in Brasile, Argentina e Cile effettuando una migrazione di 20 000 chilometri. La migrazione viene svolta a tappe, l'animale non effettua un viaggio unico dall'oceano atlantico al sud America ma effettua almeno una tappa al fine di reintegrare le energie perse durante il volo e poter terminare la migrazione con successo. Non è raro incontrarla anche in Sudafrica e nei Caraibi. Le zone di maggiore presenza sono comunque le isole gallesi e scozzesi, e le Faeroer.
La berta minore atlantica predilige il mare aperto e le scogliere rocciose dove si ritrova con i suoi simili in migliaia di individui.

## Sistematica
Puffinus puffinus è una specie monotipica, sebbene la sua classificazione sia ancora controversa. Dal 2000 le sottospecie P. p. yelkouan (berta minore mediterranea) e P. p. mauretanicus (berta delle Baleari) sono diventate specie a parte.